# Agriades
Agriades — рід денних метеликів родини синявцевих (Lycaenidae).

## Поширення
Види роду Agriades зустрічаються в холодних середовищах Палеарктики та Неарктики, зокрема в гірських хребтах і в арктичних і субарктичних регіонах.

## Опис
Імаго  — невеликі метелики, верхня частина крил яких зазвичай блакитна або сіра у самців і коричнева або сіро-коричнева у самиць. Нижня сторона крил зазвичай сіра або бежева, прикрашена часто менш вираженою пунктуацією, ніж у споріднених родів, іноді зменшується до простих білих плям на задньому крилі, як у A. orbitulus.

## Види
aquilo species-group:
- Agriades diodorus (Bremer, 1861)
- Agriades glandon (de Prunner, 1798)
- Agriades podarce (C. & R. Felder, [1865])

ellisi species-group:
- Agriades ellisi (Marshall, 1882)
- Agriades errans (Riley, 1927)
- Agriades jaloka Moore, [1875])
- Agriades janigena (Riley, 1923)
- Agriades kurtjohnsoni Bálint, 1997
- Agriades morsheadi (Evans, 1923)

pyrenaica species-group:
- Agriades aegagrus (Christoph, 1873)
- Agriades dardanus (Freyer, 1845)
- Agriades forsteri Sakai, 1978
- Agriades pheretiades (Eversmann, 1843)
- Agriades pyrenaica (Boisduval, 1840)
- Agriades zullichi Hemming, 1933

sikkima species-group:
- Agriades dis (Grum-Grshimailo, 1891)
- Agriades luana (Evans, 1915)
- Agriades sikkima (Harcourt-Bath, 1900)

Ungrouped:
- Agriades kumukuleensis (Huang & Murayama, 1988)
- Agriades walterfoster (Koçak, 1996)

orbitulus species-group:
- Agriades amphirroe (Oberthür, 1910)
- Agriades arcaseia (Fruhstorfer, 1916)
- Agriades armathea (Fruhstorfer, 1916)
- Agriades artenita (Fruhstorfer, 1916)
- Agriades asiatica (Elwes, 1882)
- Agriades lehanus (Moore, 1878)
- Agriades orbitulus (de Prunner, 1798)
- Agriades orbona (Grum-Grshimailo, 1891)
- Agriades pharis (Fawcett, 1903)
- Agriades shahidulla (Yoshino, 2003)

optilete species-group:
- Agriades optilete (Knoch, 1781)